# 朱诗尧
朱诗尧（1945年12月—），生于上海静安区，籍贯江苏镇江，量子光学专家。1968年毕业于华东师范大学物理系，1981取得山西大学硕士学位，1986年取得上海交通大学博士学位。担任北京计算科学研究中心讲座教授。2015年当选中国科学院数学物理学部院士。